# ري إيشيزوكا
ري إيشيزوكا (باليابانية: 石塚理恵؛ بالكانا: いしづか りえ) هي مؤدية صوت وممثلة يابانية، ولدت في 23 أبريل 1964 في شيزوكا في اليابان.

## وصلات خارجية
- ري إيشيزوكا على موقع IMDb (الإنجليزية)
- ري إيشيزوكا على موقع قاعدة بيانات الفيلم (الإنجليزية)
- ري إيشيزوكا على موقع ANN person (الإنجليزية)